# Рахимов, Сабир Умарович
Саби́р  Умар-оглы Рахи́мов (узб. Rahimov Sobir Umar o`gli; 12 (25) января 1902 — 26 марта 1945) — советский военачальник в 1945 году — командир 37-й гвардейской Речицкой дважды Краснознамённой орденов Суворова 2-й степени Кутузова 1-й степени Богдана Хмельницкого 2-й степени стрелковой дивизии 65-й армии 2-го Белорусского фронта, гвардии генерал-майор (19.03.1943). Герой Советского Союза (6.05.1965, посмертно).

## Юность
Родился 25 января (по другим данным — 1 января) 1902 года. Согласно официальным документам, местом рождения является город Ташкент.
Рано потерял отца — он умер, когда ребёнку было 8 лет. Познал нужду; несколько лет провёл в приюте, затем батрачил. При Советской власти окончил начальную школу и работал на ткацкой фабрике в Ташкенте.   

## Начало службы
В сентябре 1922 года вступил в Рабоче-Крестьянскую Красную Армию. Служил в Туркестанском военном округе.
Окончил Бакинскую объединённую военную школу в 1925 году. С августа 1925 года командовал взводом Отдельного Узбекского кавалерийского дивизиона, с 1927 года также командовал взводом в 1-м Узбекском кавалерийском полку 6-й Узбекской кавалерийской бригады (Самарканд). Участвовал в боях с басмачами.
Он принимал участие в боевой операции по разгрому отрядов Джунаид-хана, Умара Эфенди, Машаи Фараба. В боях с басмачами несколько раз был ранен. В 1931 году проявил мужество при ликвидации басмачей и поимке Ибрагим-бека в Таджикистане.
В 1930 году окончил Стрелково-тактические курсы усовершенствования комсостава РККА имени III Коминтерна «Выстрел». С сентября 1930 года продолжал службу в 41-м горнокавалерийском полку 19-й горнокавалерийской дивизии Среднеазиатского военного округа: командир пулемётного эскадрона, помощник начальника штаба полка, начальник полковой школы. С ноября 1936 года — начальник штаба 42-го Узбекского кавалерийского полка (Самарканд).

## Арест
В июле 1938 года был арестован органами НКВД СССР и уволен из РККА. Освобождён был только более чем через 2 года, в октябре 1940 года, вскоре восстановлен в армии. 
С конца 1940 года служил заместителем командира 9-го мотострелкового полка 9-й танковой дивизии Среднеазиатского военного округа (г. Байрамали, Туркменская ССР).

## Великая Отечественная война
В первые дни Великой Отечественной войны дивизия в составе 27-го механизированного корпуса с 27 июня начала отправку на фронт. К 15 июля она вошла в состав 28-й армии генерал-лейтенанта В. Я. Качалова Западного фронта. Тогда же дивизия была преобразована в 104-ю танковую дивизию, а полк, в котором служил майор С. Рахимов, стал 104-м мотострелковым полком. 21 июля 1941 года он вступил в бой в ходе Смоленского сражения, выполняя приказ о нанесении удара по Ельне. В бою 1 августа за деревню Пустышева был тяжело ранен. Лечился в госпитале в городе Железноводск.
После госпиталя вернулся на фронт заместителем командира 1149-го стрелкового полка 353-й стрелковой дивизии 56-й отдельной армии, завершающей своё формирование в Северо-Кавказском военном округе. В октябре полк и дивизия вступили в бой, после гибели командира полка подполковника Д. П. Петрова 27 октября 1941 года Рахимов принял командование полком, с 31 октября официально назначен командиром полка. В ноябре-декабре 1941 года во главе полка участвовал в Ростовской оборонительной и в Ростовской наступательной операциях. Там его имя сделалось известным всей армии: 28 ноября 1941 года его полк первым ворвался в Ростов-на-Дону и за два дня штурма овладел рядом районов города. За эту операцию он получил свой первый орден — им стал орден Красного Знамени. Тогда же армия и дивизия вошли в состав Южного фронта и участвовали в дальнейшем наступлении на Таганрог и в попытках прорыва Миус-фронта зимой 1941—1942 годов, окончившихся безуспешно. В мае 1942 года уже подполковник Рахимов назначается заместителем командира 353-й стрелковой дивизии, с которой летом 1942 года участвовал в тяжелых боях Донбасской оборонительной операции.
В мае 1942 года назначен заместителем командира, а 1 августа 1942 года назначен исполняющим должность командира 395-й стрелковой дивизии 18-й армии Приморской группы войск Северо-Кавказского фронта (с 4 сентября — в Черноморской группе войск Закавказского фронта). Во главе дивизии участвовал в Армавиро-Майкопской и Туапсинской оборонительных операциях битвы за Кавказ. В боях на дальних подступах к Туапсе 15 сентября 1942 года недавно ставший полковником Сабир Рахимов получил второе ранение, но быстро вернулся в строй. В начале 1943 года во главе дивизии участвовал в Северо-Кавказской наступательной операции и в Краснодарской наступательной операции. За умелое командование дивизией в битве за Кавказ Рахимов был награждён сначала вторым орденом Красного Знамени, а 8 марта 1943 года — полководческим орденом Суворова 2-й степени. 19 марта 1943 года ему было присвоено воинское звание «генерал-майор». Однако совершенно неожиданно 8 апреля 1943 года генерал-майор Рахимов был снят с должности командира дивизии и направлен распоряжение Военного совета Северо-Кавказского фронта. Позднее его направили в Москву для учёбы в Высшей военной академии имени К. Е. Ворошилова.
Окончил ускоренный курс академии в апреле 1944 года. С июля 1944 года генерал-майор Рахимов был заместителем командира по строевой части 75-й гвардейской стрелковой дивизии 65-й армии 1-го Белорусского фронта, на этом посту отлично показал себя в Люблин-Брестской наступательной операции. Уже 8 сентября 1944 года стал исполняющим должность командира 47-й гвардейской стрелковой дивизии в 8-й гвардейской армии 1-го Белорусского фронта и умело руководил действиями дивизии в упорной борьбе за Магнушевский плацдарм на Висле.
16 ноября 1944 года назначен командиром 37-й гвардейской стрелковой дивизии 18-го стрелкового корпуса 65-й армии 2-го Белорусского фронта. Отлично руководил дивизией в Восточно-Прусской наступательной операции. С 14 по 15 января 1945 года его дивизия прорвала несколько рубежей мощнейшей немецкой обороны на границе Восточной Пруссии, которую противник строил несколько месяцев, с боем форсировала несколько рек и обеспечила ввод в прорыв танковых соединений. Только с 14 по 26 января дивизией уничтожено 1534 солдат и офицеров, 3 танка и 19 бронемашин, 31 артиллерийское оружие и 3 зенитных орудия, 15 миномётов и 99 пулемётов, было захвачено 116 пленных, 27 орудий, 8 бронемашин и бронетранспортёров, много иных трофеев.
Развивая достигнутый успех и отражая непрерывные контратаки противника, в начале февраля дивизия генерала Рахимова подошла к городу-крепости Грауденц (ныне Грудзёндз, Польша), которую оборонял 9-тысячный гарнизон. Бойцы 37-й гвардейской дивизии, которая была временно придана 2-й ударной армии генерала И. Федюнинского, мощным ударом 16 февраля 1945 года прорвали вражеские укрепления на подступах к городу, освободили несколько населённых пунктов и первыми ворвались в город. В жестоком бою на городских улицах, где каждый дом был приспособлен к обороне, враг несколько раз вытеснял атакующие части из города, и каждый раз гвардейцы восстанавливали занятые рубежи. Упорные действия дивизии Рахимова стянули на неё основные силы гарнизона, что позволило другим частям в ночь на 22 февраля с разных сторон одновременным ударом освободить город. Остатки гарнизона укрылись в средневековой цитадели и через несколько дней капитулировали.
Дивизия вернулась в состав 65-й армии и хорошо показала себя в наступательных боях в Восточно-Померанской операции, пройдя за несколько дней с боями около 150 километров. Гвардейцы первыми в армии вышли к побережью Балтийского моря, отрезав гарнизон Данцига от основной группировки врага в низовьях Вислы. Не сбавляя темпов наступления, дивизия изменила направление удара и первой ворвалась в Данциг, завязав уличные бои за город. Генерал Рахимов умело руководил действиями частей дивизии, лично возглавлял бой на самых напряжённых участках, проявлял личную отвагу в боях.
В одном из боёв 25 марта 1945 года при артиллерийском обстреле атакующих частей вражескими кораблями прямым попаданием тяжёлого снаряда был разрушен наблюдательный пункт дивизии. Находившийся на наблюдательном пункте генерал-майор Сабир Рахимов был смертельно ранен осколком снаряда в голову и 26 марта, не приходя в сознание, скончался в госпитале.
Похоронен в столице Узбекистана — Ташкенте, в парке имени Кафанова. В церемонии прощания и в похоронах участвовали десятки тысяч людей. Тело было кремировано, а урна с прахом вмурована в подножие надгробного обелиска. В постсоветское время останки С. У. Рахимова перенесены на ташкентское кладбище «Братские могилы».
За образцовое выполнение боевых заданий командования на фронтах борьбы с немецко-фашистскими захватчиками в годы Великой Отечественной войны и проявленные при этом отвагу и геройство, Указом Президиума Верховного Совета СССР от 6 мая 1965 года гвардии генерал-майору Рахимову Сабиру присвоено звание Героя Советского Союза (посмертно).

## Этническая принадлежность
Национальная принадлежность Сабира является предметом споров.
В советское время в официальных биографиях, в литературе и в официальных документах, Сабир Рахимов указывался как узбек, родившийся в Ташкенте.
Однако в постсоветский период в Казахстане широко стало пропагандироваться мнение, что Сабир Рахимов является казахом, родившимся в южном Казахстане. По мнению неофициальной супруги генерала Куралай Натуллаевой (см. примечание в разделе «Семья») и сына Романа Рахимова, родных дяди генерала по матери Тулегена и Азизмата Каримовых, живших в Ташкенте, у двоюродной сестры генерала Лутфи Оспанкуловой, Сабир Рахимов был этническим казахом, тогда как узбеком его записали по ошибке.
Филолог Асильхан Оспанулы сообщает, что летом 1971 года он посетил отделение имени Жамбыла, где проживают родственники Сабира Рахимова по отцовской линии и встретился с девяностодвухлетним аксакалом Байдаром. Аксакал ему сообщил, что:

Отца Сабира на самом деле звали не Омар, а Омаркул. Моего отца зовут Кулымбет — сказал он, — отец Омаркула Мамбеткул и мой дед Калшора были родными братьями. Омаркул скончался в 1918 году. Я сам проводил его в последний путь.
Омаркул был из рода Багыс племени суан Старшего жуза казахов.
Когда ученый спросил о происхождении фамилии генерала Сабира Рахимова, Байдар-аксакал сказал, что:

«Когда Сабиру было восемь лет, его мать переехала к брату Рахиму, который жил в местности Тахтапул близ Ташкента. Жители Тахтапула называли Сабира „Сабир-казах“. Тогда и записали Сабира по имени дяди — Рахимовым».

## Семья
- Жена Мамура Рахимова.
- дети — точные данные о существование детей Сабира Рахимова нет.

### Не официальные казахские варианты
- Жена Куралай Натуллаева (Сабирова) — дочь комиссара Алиби Джангильдина[23] [источник не указан 1901 день]

(однако в списке умерших от ран медсанчасти, в которой скончался Сабир Рахимов, в графе «Ближайшие родственники» его женой указана Рахимова Мамура из Ташкента).
- Сын — Роман Рахимов. [источник не указан 1901 день]
- Приёмный сын — Идрис Рахимов.[источник не указан 1901 день]

## Награды
- Герой Советского Союза (6.05.1965, посмертно);
- Орден Ленина (6.05.1965, посмертно);
- Четыре ордена Красного Знамени (4.01.1942, 13.12.1942, 14.08.1944, 3.11.1944);
- Орден Суворова 2-й степени (8.03.1943);
- Орден Кутузова 2-й степени (10.04.1945);
- Орден Красной Звезды (30.04.1936)[25][26];
- Медаль «За оборону Кавказа» (вручена в 1944).

## Память

### В Узбекистане
В советские годы генерал Рахимов почитался в Узбекистане как национальный герой. На могиле генерала в Ташкенте был воздвигнут памятник. Ему были установлены ещё три памятника в Ташкенте и в Самарканде. Его именем была названа станция Ташкентского метрополитена, также именем генерала Рахимова названы улицы нескольких узбекских городов. В 1949 году народный писатель, академик, Герой Социалистического Труда Камиль Яшен поставил пьесу драму «Генерал Рахимов». Польские судостроители города Гданьска осенью 1966 года по заказу СССР спустили на воду траулер «Генерал Рахимов». На киностудии «Узбекфильм» в 1967 году был снят художественный фильм «Генерал Рахимов».
Однако в независимом Узбекистане по велению президента Ислама Каримова начались перестановки. 5 ноября 2010 года станцию метро Ташкентского метрополитена «Собир Рахимов» переименовали в станцию «Алмазар». Решением Сената Олий Мажлиса Республики Узбекистан от 4 декабря 2010 года № 133-II Собир-Рахимовский район в Ташкенте был переименован в Алмазарский район.
В январе 2011 года памятник генералу Рахимову был перенесён из центра в Чиланзарский район в парк Гафура Гуляма, а постамент, на котором он был установлен — разрушен. Но 2 мая 2018 года на совещании в Нарынском районе Наманганской области новый президент Узбекистана Шавкат Мирзиёев заявил, что памятник Сабиру Рахимову будет возвращен на прежнее место. И своё слово сдержал. 9 мая 2018 года памятник вернули на его прежнее место в центре Ташкента.

### В Казахстане
В Казахстане в городе Шымкенте в 2002 году в честь Сабира Рахимова названа Республиканская школа-интернат (суворовское училище). Ежегодно, 25 января, в день рождения героя, в школе проводятся классные часы и методические занятия, посвящённые памяти прославленного генерала. В 2004 году, в честь 20-летнего юбилея школы, на её территории был установлен памятник Сабиру Рахимову — первый в Казахстане.
Присвоить имя героя Советского Союза Сабира Рахимова нашему учебному заведению было решено в 2002 году. А когда мы праздновали юбилей, то выпускники самого первого курса, собравшись на празднование, подарили школе этот памятник.руководитель ВШИ, военной школы-интерната, полковник Улыкпан Башен.
В 2012 году после переноса памятника в Ташкенте в казахском Шымкенте у входа в Парк Победы был установлен свой памятник генералу Рахимову. Высота изваяния — 7 метров (на метр выше ташкентского). Памятник был построен не на бюджетные деньги, а за счёт пожертвований местных компаний.
Именем генерала также названы улицы в Астане, Алма-Ате, Шымкенте, Зачаганске, Караганды и Таразе.